# Tvåsidiga djur
Tvåsidiga djur (Bilateria), även kallade treskiktsdjur, är en taxonomisk grupp i underriket flercelliga djur. Hos dessa djur är den vänstra kroppshalvan symmetrisk med den högra. Enskilda avvikelser för inre organ är möjliga. Det vetenskapliga namnet är bildat av latinets bi- och latus, alltså 'två-' och 'sida'. Radiellt symmetriska djur som maneter har en bog- och baksida, men inget fram och bak. För det mesta har tvåsidiga djur organ som utvecklas från tre olika kroppsskikt (groddblad), som kallas endoderm, mesoderm och ektoderm. Nästan alla djur är bilateralt symmetriska, eller nära nog. Det viktigaste undantaget är tagghudingar, som uppnår nära radiell symmetri som vuxna, men är bilateralt symmetriska som larver.
Tvåsidiga djur har kompletta matsmältningskanaler med separat mun och anus, med några få undantag. De har även en kroppshåla.  Bilateria delas i stamgrupperna Protostomia och Deuterostomia. Djuren utvecklades för 555 miljoner år sedan, äldre fossil finns, men är osäkra.